# Amanda Longan
Amanda Longan est une joueuse américaine de water-polo née le 16 janvier 1997 à Moorpark. Avec l'équipe des États-Unis, elle a remporté  la médaille d'or du tournoi féminin aux Jeux olympiques d'été de 2020 à Tokyo.
Elle est également championne du monde de water-polo en 2017 et 2019 et vainqueur de la Ligue mondiale de water-polo en 2019 et 2021.